# Liste der belgischen Botschafter in Polen
Liste der belgischen Botschafter in Polen.

## Botschafter
| Ernennung Akkreditierung | Name                                                       | Bemerkungen                 | ernannt von            | Akkreditierung während der Regierungszeit von | Posten verlassen |
| ------------------------ | ---------------------------------------------------------- | --------------------------- | ---------------------- | --------------------------------------------- | ---------------- |
| 28. Juli 1919            | Maximilien-Henri van Ypersele de Strihou                   |                             | Léon Delacroix         | Józef Piłsudski                               |                  |
| 19. Mai 1921             | Bernard Pierre Marie Thomas Ghislain de L’Escaille de Lier |                             | Georges Theunis        | Józef Piłsudski                               |                  |
| 3. Juni 1933             | Jacques-Henri-Charles-François Davignon                    |                             | Charles de Broqueville | Ignacy Mościcki                               |                  |
| 3. März 1936             | Alexandre Paternotte de la Vaillée, der Vater              |                             | Paul van Zeeland       | Ignacy Mościcki                               |                  |
| 1. Sep. 1939             | Geoffroy d’Aspremont Lynden                                | Geschäftsträger             | Hubert Pierlot         | Bolesław Wieniawa-Długoszowski                |                  |
| 1941                     | Henri Borel de Bitche                                      | Geschäftsträger             | Hubert Pierlot         | Władysław Raczkiewicz                         |                  |
| 29. Aug. 1945            | Andre Wendelen                                             | Geschäftsträger             | Achille Van Acker      | Boleslaw Bierut                               |                  |
| 6. Mai 1946              | Harold Eeman                                               |                             | Camille Huysmans       | Boleslaw Bierut                               |                  |
| 5. Apr. 1949             | Arthur JA Wauters                                          |                             | Gaston Eyskens         | Boleslaw Bierut                               |                  |
| 3. Mai 1905              | Raene Dooreman                                             | Geschäftsträger             | Paul de Smet de Naeyer | Boleslaw Bierut                               |                  |
| 25. Nov. 1950            | Fernand Justice                                            |                             | Joseph Pholien         | Boleslaw Bierut                               |                  |
| 22. Mai 1954             | Hadelin de Meeus d’Argenteuil                              | Ab 21. Mai 1957 Botschafter | Jean Van Houtte        | Aleksander Zawadzki                           |                  |
| 5. Dez. 1963             | Conrad Seyferd                                             |                             | Théo Lefèvre           | Ignacy Mościcki                               |                  |
| 12. Dez. 1968            | Jan-Frans Herpin                                           |                             | Gaston Eyskens         | Marian Spychalski                             |                  |
| 13. Okt. 1972            | Franciscus Robert Taelemans                                |                             | Gaston Eyskens         | Henryk Jabłoński                              |                  |
| 2. Feb. 1978             | Marcel Houllez                                             |                             | Paul Vanden Boeynants  | Henryk Jabłoński                              |                  |
| 14. Sep. 1981            | Constant Clercks                                           |                             | Mark Eyskens           | Henryk Jabłoński                              |                  |
| 29. Nov. 1985            | Thierry de Gruben                                          |                             | Wilfried Martens       | Wojciech Jaruzelski                           |                  |
| 10. Okt. 1990            | Francis Ronse                                              |                             | Wilfried Martens       | Wojciech Jaruzelski                           |                  |
| 1994                     | Jean de Ruyt                                               |                             | Jean-Luc Dehaene       | Aleksander Kwaśniewski                        |                  |
| 2006                     | Jan Luykx                                                  |                             | Guy Verhofstadt        | Lech Kaczynski                                |                  |